# Коновалов, Андрей Павлович
Андре́й Па́влович Конова́лов (20 мая 1918, дер. Задний Двор, Новгородская губерния — 26 июля 1982, Ярославль) — полковник Советской Армии, участник Великой Отечественной войны, Герой Советского Союза (1944).

## Биография
Андрей Коновалов родился 20 мая 1918 года в деревне Задний Двор (ныне — Бабаевский район Вологодской области). После окончания лесоэкспортного техникума в Ленинграде работал сдатчиком леса в торговом порту. В 1938 году Коновалов был призван на службу в Рабоче-крестьянскую Красную Армию. В 1940 году он окончил Харьковскую военную авиационную школу штурманов. С октября 1941 года — на фронтах Великой Отечественной войны. Принимал участие в боях на Центральном, Западном, Волховском, Ленинградском фронтах. В сентябре 1943 года был сбит, получил ранение, но сумел выпрыгнуть с парашютом и вернуться в свою часть.
К сентябрю 1943 года капитан Андрей Коновалов был штурманом эскадрильи 42-го авиаполка 36-й авиадивизии (8-й авиационный корпус дальнего действия, АДД СССР). К тому времени он совершил 217 боевых вылетов на бомбардировку объектов военно-промышленного комплекса противника, нанеся тому большой урон.
Указом Президиума Верховного Совета СССР от 13 марта 1944 года за «образцовое выполнение боевых заданий командования на фронте борьбы с немецкими захватчиками и проявленные при этом мужество и героизм» капитан Андрей Коновалов был удостоен высокого звания Героя Советского Союза с вручением ордена Ленина и медали «Золотая Звезда» за номером 3545.
После окончания войны Коновалов продолжал службу в Советской Армии. В 1948 году он окончил Высшую офицерскую лётно-тактическую школу. В 1959 году в звании полковника Коновалов был уволен в запас. Проживал и работал в Ярославле, активно занимался общественной деятельностью. Умер 26 июля 1982 года, похоронен на Воинском мемориальном кладбище Ярославля.
Был также награждён орденами Красного Знамени, Александра Невского, Отечественной войны 1-й и 2-й степеней, Красной Звезды, рядом медалей.